# يان بريدغ
يان بريدغ هو مدرب كرة قدم ولاعب كرة قدم كندي، ولد في 18 سبتمبر 1959 في فيكتوريا في كندا. شارك مع منتخب كندا تحت 17 سنة لكرة القدم ومنتخب كندا لكرة القدم. أما مع النوادي، فقد لعب مع فانكوفر وايتكابس ونادي لو تشو دي فوندز.

## وصلات خارجية
- يان بريدغ على موقع الاتحاد الدولي (مؤرشف)  (الإنجليزية)
- يان بريدغ على موقع قاعدة بيانات كرة القدم.إي يو (الإنجليزية)
- يان بريدغ على موقع ناشيونال فوتبول تيمز (الإنجليزية)
- يان بريدغ على موقع أوليمبيديا (الإنجليزية)